# Magyarország sziklahasadék-növényzete
Magyarország sziklahasadék-növényzete egyetlen növénytársulástani osztály: a fodorkás sziklahasadék-növényzet (Br.-Bl. in Meyer et Br.-Bl., 1934) Oberd., 1977 társulásaiból áll. Az osztály a közép-európai magashegységek sziklahasadékainak társulásait foglalja magába. Termőhelyeik a sziklák különböző irányú, kisebb-nagyobb hasadékai, illetve repedései. Ezekben összegyűlik némi talaj, legtöbbször a mohapárnák humuszából, az edényes fajok szerves maradványaiból és a kőzet, illetve a talajképző üledék ásványi anyagából. Az ökológiai viszonyok függenek a kőzetek típusától és a lejtők irányától, ezért a termőhelyek változatosak. A hasadéktársulásokban a sajátos termőhelyi viszonyokhoz és egymáshoz alkalmazkodó fajok együtt szelektálódtak ki.
Mivel Magyarországon a hegyvidékek nem nyúlnak az erdőhatár fölé, nálunk kevés az ilyen termőhely, illetve hasadéktársulás. Az alpi és kárpáti hasadéknövényzet egyes társulásai azonban felismerhetők leginkább mészköves hegyvidékeinken. A vulkáni kőzeteken ezek a társulások ritkábbak, mert kevés az ilyen sziklafal, szikla — mégis ezeket társulásokat tekintik a sziklai növényzet „gyöngyszemeinek”; mintázatuk szépsége lényegesen emeli a termőhely szépségét, változatosságát.
A sziklahasadék-társulások négy csoportja:
1. xeroterm, napfényes, meszes alapkőzetű,
2. mezoterm, árnyas, meszes alapkőzetű,
3. xeroterm, napfényes, szilikátos alapkőzetű és
4. árnyas, erdei sziklák mohabevonatát alkotó társulások.

A fodorkás sziklahasadék-növényzet rendszertani osztályát Magyarországon két rend  társulásai képviselik:
1. Mészkő- és dolomit-sziklahasadékok növényzete (Tortulo-Cymbalarietalia Segal 1969) két csoporttal;
2. Mészkerülő és árnyas sziklahasadék-növényzet (Androsacetalia multiflorae Br.-Bl. in Meier et Br. Bl.1934) két csoporttal.